# Mondo Generator

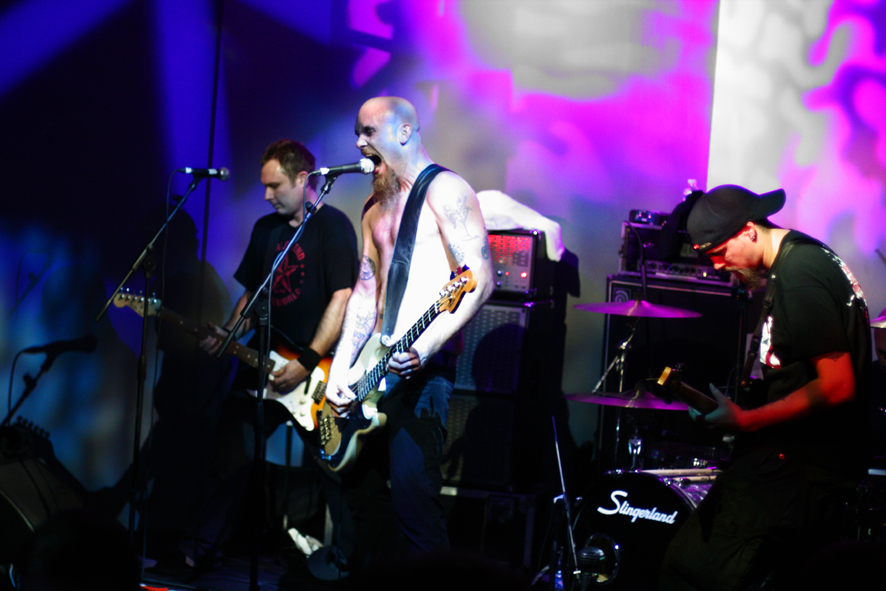
Mondo Generator en 2006.

Mondo Generator est un groupe de rock américain formé en 1997.

## Évolution
Nick Oliveri forme Mondo Generator au milieu des années 1990. Il y officiait avec son ex meilleur ami, Josh Homme (Queens of the Stone Age). Ils composèrent plusieurs morceaux, mais laissèrent ce projet en suspens pour se consacrer tous les deux aux Queens of the Stone Age. C'est seulement en 2000 que Mondo Generator sortit son premier album : Cocaine Rodeo.
Oliveri s'entoura ensuite de musiciens fixes pour sortir son deuxième album en 2003 : A Drug Problem That Never Existed. On y retrouve d'ailleurs Mark Lanegan.
Cependant, le groupe connait beaucoup de problèmes internes et le personnel change.
Entretemps sortent deux EP : III the EP et Demolition Day.
En 2004, Oliveri est congédié des Queens of the Stone Age. Il reprend alors Mondo Generator à plein temps, en change le nom qui est aujourd'hui Nick Oliveri and the Mondo Generator et s'attelle avec (encore) un nouveau personnel à enregistrer un album. Celui-ci sort en vinyle en septembre 2006 et se nomme Dead Planet : SonicSlowMotionTrails.
En août 2009 sort une ré-édition du premier album du groupe, Cocaine Rodeo, puis le 6 octobre 2009 un album acoustique en solo, Death Acoustic.

## Discographie
- Cocaine Rodeo (1999 – Southern Lord)
- A Drug Problem That Never Existed (2003 - Ipecac)
- III the EP (2004 – Tornado)
- Demolition Day (2005 - Tornado)
- Dead Planet : SonicSlowMotionTrails (2006 - Mother Tongue)
- Death Acoustic (2009 - Impedance)
- Dog Food (2010 - Impedance)
- Fuck It (2020)